# Boeschepe
Boeschepe település Franciaországban, Nord megyében. Lakosainak száma 2212 fő (2022. január 1.). Boeschepe Watou, Saint-Jans-Cappel, Berthen és Godewaersvelde községekkel határos.

## Népesség
A település népességének változása:
| Lakosok száma | 2183 | 2189 | 2217 | 2183 | 2179 | 2155 | 2144 | 2179 | 2212 |
|               | 2013 | 2015 | 2016 | 2017 | 2018 | 2019 | 2020 | 2021 | 2022 |